# 译制片
译制片，指把原版影片的对白或解说，从一种语言译成另一种语言，重新配音复制的影片。与“字幕片”相对，两者构成“翻译片”（“翻译片”也可狭义地仅表示“译制片”）。其译制过程又称“译配解说”或者“配音”（配音的含义更广一些），与“译配字幕”相对。一部优质的译制片，要忠实地反映原版、使得受众易于接受，甚至嘴型等细节也力求一致。
在中国大陆的语境中，译制片不仅包括译作汉语普通话或者方言的外语影片，同时包括将原为汉语的影片译作少数民族语言或将原为少数民族语言的影片译作汉语的影片，极少情况下也可能包括将闽粤等南方方言影片译作普通话的影片。
各国对引进影视剧的加工方式根据其本国受众状况、文化背景和传统习惯而不同。中国有悠久的译制历史，但随着居民外语水平提高、影片网络传播增加、劣质译制片充斥市场等因素，“字幕片”有占据绝对主流的趋势。

## 各地情况

### 欧美国家
- 在欧洲进口影视份额较大的荷兰、比利时等国，他们一般都要采取配字幕的方式。
- 在进口影视剧所占比例较低的法国，则是采用配音的方法。
- 美国在引进外国影视剧这个问题上一向采取保守的态度，在极少量的引进片中往往使用打字幕的方法。[1]

### 大中华地区

#### 中国大陆
在中国大陆，翻译片的发展尽管经历了最初的加字幕阶段，但在大量引进国外影视剧之后，便很快形成了“译制片”的传统，亦即不用原版带中的外语对话，只保留其中的国际声。